# NGC 6822
Az NGC 6822 (más néven Barnard-galaxis vagy Caldwell 57) egy szabálytalan galaxis a Nyilas csillagképben.

## Felfedezése
A galaxist Edward Barnard fedezte fel 1884. augusztus 17-én.

## Tudományos adatok
Az 1920-as évek elején Edwin Hubble 15 olyan csillagot fedezett fel az NGC 6822 objektumban, amelyek fényességüket változtatták, és cefeidáknak látszottak. Kimutatta, hogy közülük 11 valóban változó cefeida, s ezek megkülönböztethetetlenek a Tejútrendszer, illetve a Magellán-felhők normális cefeidáitól. Periódusuk 12-től 64 napig terjedt, és mindegyikük nagyon halvány volt, sokkal halványabb, mint a Magellán-felhőkben látszó társaik. Hubble, Shapley 1925-ös kalibrációját felhasználva kiszámította az NGC 6822 távolságát. Hubble az NGC 6822 távolságára túl kicsi eredményt kapott, kb. 700 000 fényévet. Mindenesetre ez az érték elég volt ahhoz, hogy meggyőzően bizonyítsa: az NGC 6822-nek távoli, önálló galaxisnak kell lennie. Sokkal messzebb van annál ugyanis, hogy beleférjen a Tejútrendszerbe. Gyakorlatilag ez a kis, halvány ködfolt tekinthető az elsőként felismert valódi extragalaxisnak.
A galaxis 57 km/s sebességgel közeledik felénk.